# Jelonek (Kruklanki)
Jelonek (deutsch Grünheyde, 1938 bis 1945 Grünheide) ist eine kleine Forstsiedlung in der polnischen Woiwodschaft Ermland-Masuren, die zur Landgemeinde Kruklanki (Kruglanken) im Powiat Giżycki (Kreis Lötzen) gehört.

## Geographische Lage
Die Försterei (polnisch leśniczówka) Jelonek liegt im äußersten Südostzipfel vom Borkener Forst (auch: Borker Heide, polnisch Puszcza Borecka) im Süden vom Litigainosee (polnisch Jezioro Litygajno) im nördlichen Osten der Woiwodschaft Ermland-Masuren. Bis zur einstigen Kreisstadt Marggrabowa (1928 bis 1945 Treuburg, polnisch Oletzko) sind es 20 Kilometer in östlicher Richtung, bis zur heutigen Kreismetropole Giżycko (deutsch Lötzen) 28 Kilometer in östlicher Richtung.

## Geschichte
Bei der heutigen kleinen Waldsiedlung (polnisch osada leśna) handelt es sich um den nördlichen Teil der einst zusammengehörenden Ortschaft Grünheyde (1938 bis 1945 Grünheide), deren südlicher und hauptsächlicher Teil unter gleichem Namen Jelonek allerdings heute zur Landgemeinde Świętajno (Schwentainen, 1938 bis 1945 Altkirchen) im Powiat Olecki (Kreis Oletzko, 1933 bis 1945 Kreis Treuburg) gehört.
Das Dorf Grünheide mit der Försterei gibt es seit 1709, als es – damals noch unter dem Namen Zielonken, nach 1785 Gründe Heyde – gegründet wurde. Zum Dorf gehörten die beiden Ortsteile Forsthaus Grünheyde und Klein Grünheyde. Das Dorf gehörte zum Amtsbezirk Wessolowen, der – 1938 in „Amtsbezirk Fronicken“ umbenannt – dem Kreis Oletzko (1933 bis 1945: Kreis Treuburg) im Regierungsbezirk Gumbinnen der preußischen Provinz Ostpreußen zugeordnet war.
Aufgrund der Bestimmungen des Versailler Vertrags stimmte die Bevölkerung im Abstimmungsgebiet Allenstein, zu dem Grünheyde gehörte, am 11. Juli 1920 über die weitere staatliche Zugehörigkeit zu Ostpreußen (und damit zu Deutschland) oder den Anschluss an Polen ab. In Grünheyde stimmten 180 Einwohner für den Verbleib bei Ostpreußen, auf Polen entfielen keine Stimmen.
In Kriegsfolge kam Grünheide (diese Namensform besteht seit 1938) mit dem gesamten Ostpreußen zu Polen. Der Ortsteil Forsthaus Grünheide wurde vom Dorf abgetrennt, heißt seitdem wie das Dorf auch „Jelonek“, bildet allerdings eine kleine Ortschaft mit derzeit 22 Einwohnern innerhalb der Landgemeinde Kruklanki (Kruglanken) im Powiat Giżycki (Kreis Lötzen), vor 1998 der Woiwodschaft Suwałki, seither der Woiwodschaft Ermland-Masuren zugehörig.

## Religionen
Die Ortschaft Forsthaus Grünheyde/Grünheide war vor 1945 in die evangelische Kirche Orlowen (1938 bis 1945 Adlresdorf, polnisch Orłowo) in der Kirchenprovinz Ostpreußen der Kirche der Altpreußischen Union sowie in die katholische Kirche Marggrabowa (1928 bis 1945 Treuburg, polnisch Olecko) im Bistum Ermland.
Heute gehört die Försterei Jelonek zur katholischen Pfarrei Orłowo im Bistum Ełk (Lyck) der Römisch-katholischen Kirche in Polen bzw. zur evangelischen Kirchengemeinde in Wydminy (Widminnen), einer Filialgemeinde der Pfarrei Giżycko (Lötzen) in der Diözese Masuren der Evangelisch-Augsburgischen Kirche in Polen.

## Verkehr
Die etwas abseits gelegene Waldsiedlung Jelonek ist vom gleichnamigen Dorf Jelonek aus über einen 500 Meter langen Landweg zu erreichen. Eine Bahnstation existiert nicht.